# Mahalebergens nationalpark

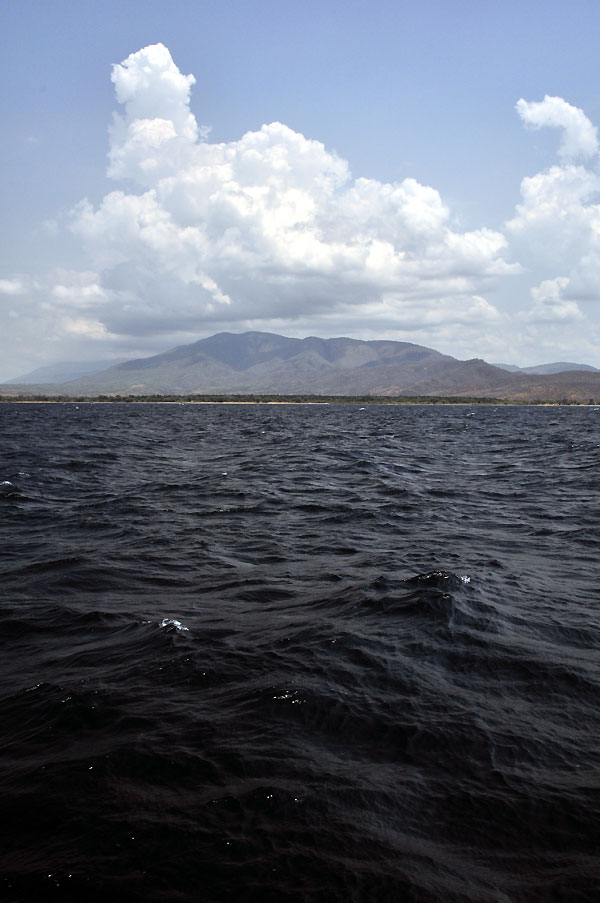
Mahalebergen från Tanganyikasjöm

Mahalebergens nationalpark, ligger i västra Tanzania vid Tanganyikasjön 128 km söder om Ujiji i distriktet Uvinza och blev nationalpark 1985. Parken har en yta på 4471 km2.
Mahalebergen är kända för att de ger en av Afrikas sista vilda schimpanspopulationer ett hem där cirka 800 individer lever. Berget Nkungwe är 2460 meter högt och är det högsta berget I Mahale. Nkungwe är ett heligt berg för Tongwefolket i området.

## Historia
1965 startades ett japanskt forskningsprojekt i Mahale – Kyoto University Ape Expedition to Africa. 1979 etablerades Mahale Mountains Wildlife Research Center och 1985 grundades nationalparken.

## Djurliv
Mahale finns djur anpassade till tre olika habitat. I regnskogen finns schimpanser, rödbent solekorre, kvastpiggsvin, sebramangust, blå dykare och sharpes grysbock. Från Savannen kommer djur som lejon, zebror, vårtsvin och giraffer. Arter som kommer från miomboskogen är hästantilop, sabelantilop och lichtensteins hartebeest.
I Mahale har man hittills hittat 355 fågelarter.

## Säsong
Torrperioden mellan mitten av maj och mitten av oktober är bäst för att vandra i skogen. Då är det störst chans att se schimpanserna i större grupper. Parken stängd under mars till mitten av maj under de kraftigaste regnen. De lätta regnen i oktober och november innebär inte några problem för att vandra i parken.

## Kommunikationer
Man kan ta sig till Mahale med motorbåt från Kigoma på ter, fyra timmar. Alternativt kan man flyga från Arusha, Dar es Salaam eller Kigoma.